# Exorcismo menor en el cristianismo
.

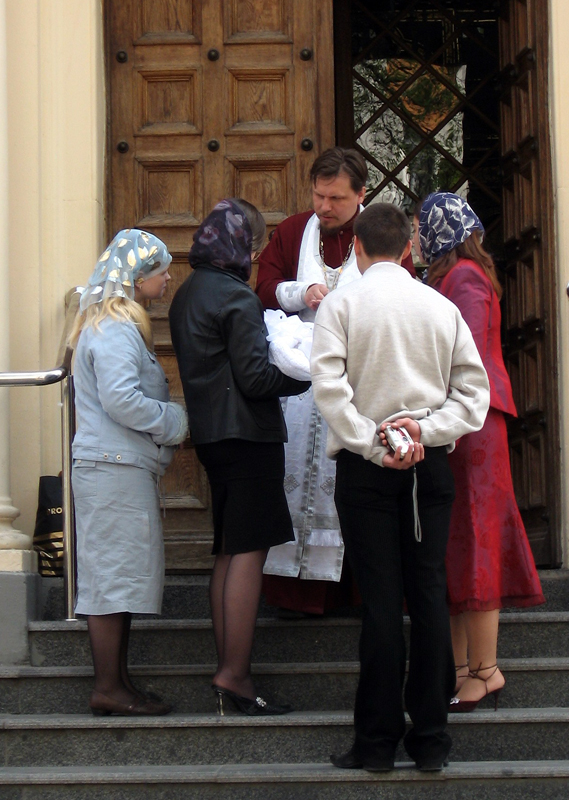
El exorcismo menor en el cristianismo puede realizarse en la puerta de una iglesia antes del bautismo

La expresión exorcismo menor puede utilizarse en un sentido técnico o en un sentido general. El sentido general indica cualquier exorcismo que no es un exorcismo solemne de una persona que se cree que está poseída, incluyendo varias formas de ministerio de liberación. Este artículo trata sólo del sentido técnico que se refiere específicamente a ciertas oraciones utilizadas con personas que se preparan para convertirse en miembros  bautizados de las iglesias que hacen uso de tales ritos. Estas oraciones piden la ayuda de Dios para que la persona que va a ser bautizada se mantenga a salvo del poder de Satanás o protegida de una manera más general de la tentación.

## Práctica antigua
Ya en el siglo III del cristianismo occidental, existen pruebas de la existencia de cuatro órdenes menores de clérigos en la Iglesia latina, una de las cuales se titulaba 'exorcista'. El Papa Cornelio (251-253) señaló que entre el clero de Roma había cincuenta y dos de estos exorcistas, entre otros ministerios enumerados, y la institución de estas órdenes, y la organización de sus funciones, parece haber sido obra del predecesor de Cornelio, el Papa Fabián (236-250).
Texto anteriormente atribuido a un cuarto Concilio de Cartago en 398, ahora identificado como una colección llamada Statuta Ecclesiæ Antiqua, prescribe en su séptimo canon el rito de ordenación de tal exorcista: el obispo debe darle el libro que contiene las fórmulas del exorcismo, diciendo: "Recibe, y comete a la memoria, y posee el poder de imponer las manos sobre energúmenos, sean bautizados o catecúmenos"; y el mismo rito seguía en uso a principios del siglo XX, salvo que en lugar del antiguo Libro de los Exorcismos, se ponía en manos del ordenando el  Pontifical Romano, o Misal Romano.  Los mismos cánones exigían que los que se preparaban para ser bautizados (conocidos como catecúmenos) debían someterse a una imposición de manos diaria por parte de estos exorcistas.
La catequesis del siglo IV de Cirilo de Jerusalén ofrece una descripción detallada del exorcismo bautismal, de la que se desprende que la unción con aceite exorcizado formaba parte de este exorcismo en Oriente. La unción con aceite como parte del exorcismo bautismal también se menciona en la Tradición Apostólica y en los Cánones de Hipólito árabes; los estudiosos de principios del siglo XX atribuyeron ambos documentos a Hipólito de Roma, pero el origen de ambas fuentes es ahora discutido.
Autores como  Eusebio (siglo III) y Augustín (siglo IV) proporcionan más detalles sobre estos exorcismos menores, oraciones y ceremonias realizadas sobre adultos que se preparan para el bautismo. Eusebio menciona la imposición de manos y la oración. Entre los latinos, y especialmente en Roma, se empleaba la respiración acompañada de una forma de exorcismo y la colocación en la boca de un poco de sal exorcizada, además de la señal con la cruz y la imposición de manos. Principalmente los de la orden menor de los exorcistas realizaban la ceremonia del exorcismo, después un sa| cerdote firmaba a los catecúmenos con la cruz y les imponía las manos. La ceremonia final tenía lugar el Sábado Santo, cuando el propio sacerdote realizaba la ceremonia del exorcismo.
Una exsufflatio, o espiración del demonio por parte del candidato, que a veces formaba parte de la ceremonia, simbolizaba la renuncia al Diablo, mientras que la insuflatio, o inspiración del Espíritu Santo, por parte de ministros y asistentes, simbolizaba la infusión de la gracia santificante por el sacramento.Agustín señaló que también se realizaban ritos de exorcismo por exsuflación para el bautismo de niños.
Después de la Reforma Inglesa, el rito bautismal anglicano del Libro de Oración Común de 1549, que se basaba en el Rito de Sarum, "tenía lugar en la puerta de la iglesia e incluía la firma con la cruz en la frente y el pecho y un exorcismo." Del mismo modo, la Iglesia Luterana, en su Folleto Bautismal de 1526 contenía un exorcismo menor antes de la señal de la cruz. 
La mayoría de estas antiguas ceremonias se conservaron en la Forma Extraordinaria del rito romano que aún se practica en la Iglesia católica.

## Práctica contemporánea

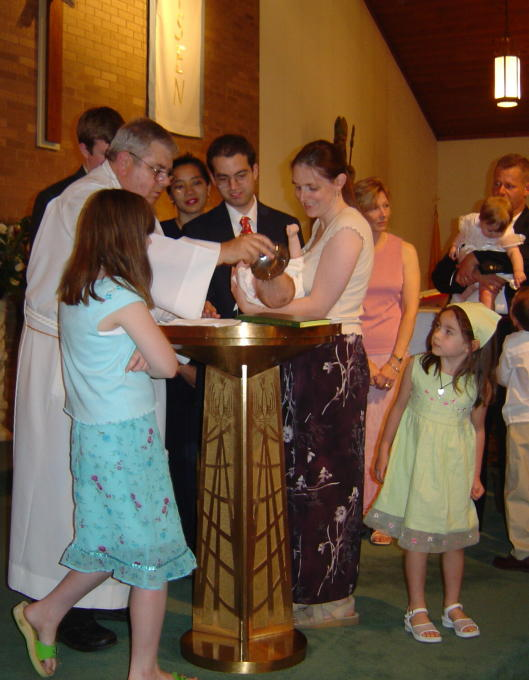
En muchas confesiones cristianas, el exorcismo menor es parte integrante de la liturgia bautismal

.

### Anglicanismo
En la actualidad, en algunas provincias de la Comunión Anglicana, la "liturgia anglicana no incluye un exorcismo explícito ni el rechazo del mal, pero sí una firma con la cruz y el deseo de que el bautismo libere a uno de 'los poderes de las tinieblas'"  Otros, como la Iglesia Anglicana de Tanzania, sin embargo, prevén la unción y consignación que acompaña "al exorcismo que sigue al examen de los candidatos". 

### Catolicismo
En 1972, las órdenes menores fueron reformadas; los hombres que se preparaban para ser ordenados como  sacerdotes católicos o diáconos ya no recibirían la orden menor de exorcista; las órdenes menores de lector y acólito se mantuvieron, pero redenominadas como ministerios. Se dejó a los obispos católicos de cada país la posibilidad de solicitar al Vaticano el establecimiento de un ministerio de exorcista si les parecía útil en sus territorios. No hay que confundir a estos 'exorcistas' laicos con los sacerdotes autorizados para realizar exorcismos mayores a los que se considera poseídos.
Como parte de las amplias reformas del Concilio Vaticano II, se actualizaron todos los libros litúrgicos católicos, incluidos los ritos para el bautismo de adultos y de niños. Los ritos revisados mantuvieron oraciones designadas como exorcismos menores, para su uso durante o antes de la ceremonia del bautismo. Se realizarían como parte rutinaria de la preparación normal para el bautismo cristiano.
En 1969, se publicó una traducción al inglés del Rito del Bautismo de Niños (modificado posteriormente en 1984). El bautismo ahora podía ser celebrado por un sacerdote o diácono e incluía una fórmula de exorcismo menor. Ésta se situaba en el rito inmediatamente después de las oraciones por el niño y de unas  Letanías de los santos, y era seguida inmediatamente por una unción con el óleo de los catecúmenos.
El Concilio Vaticano II también llamó  para que los adultos que buscan el bautismo sean parte de un proceso formal de preparación, o catecumenado, como era el caso en la iglesia primitiva. Por ello, tras el concilio se preparó un Rito de iniciación cristiana de adultos, cuya edición provisional en inglés se publicó en 1974. En 1988 se publicó una versión revisada y ampliada para Estados Unidos. El rito incluye una selección de once textos para exorcismos menores, que pueden realizarse en una o más ocasiones durante los meses en que una persona inscrita como catecúmeno se prepara para el bautismo.  La unción con el óleo de los catecúmenos puede repetirse en varias ocasiones. Las notas también indican que los exorcismos menores pueden ser realizados por un catequista laico designado a tal efecto por el obispo, aunque el uso del óleo de los catecúmenos está reservado a diáconos y sacerdotes.
Además de estos exorcismos, el Rito para Adultos incluye tres ceremonias llamadas Escrutinios, que deben celebrarse como parte integrante de la Eucaristía dominical en los tercer, cuarto y quinto. domingos de Cuaresma. Cada escrutinio contiene una oración de exorcismo reservada al diácono o al sacerdote. También hay un conjunto simplificado de oraciones previstas para su uso con niños lo suficientemente maduros como para ser catequizados personalmente. El único exorcismo menor del rito infantil forma parte de un escrutinio único que se ofrece en dos formas. Ambos textos utilizan la imagen de entrar en la luz de Cristo, apartándose respectivamente de la "oscuridad" y de "cualquier cosa que pudiera hacerles mal".
El libro ritual estadounidense también contiene oraciones adicionales para utilizar con los cristianos ya bautizados que se preparan para ser recibidos en plena comunión con la Iglesia católica, incluido un escrutinio único que puede celebrarse el segundo domingo de Cuaresma. Aunque señala que debe hacerse una cuidadosa distinción entre los exorcismos de los catecúmenos y este rito penitencial para los adultos bautizados, una posible oración sobre los candidatos reza para que los candidatos puedan "ser liberados de... obstáculos y falsedades", mientras que la otra reza para que puedan "resistir todo lo que es engañoso y dañino" y para que Jesús "cure las heridas de sus pecados".

### Luteranismo
En la Iglesia Luterana, a través de su Rito de Exorcismo en la Liturgia Bautismal, "la Iglesia ha guardado una oportunidad para enseñar cuán seria es esta "caída", y puede, a través de proclamaciones audaces contra el diablo, enseñar qué bendición y alegría es recibir el Espíritu Santo con el Agua y la Palabra del Santo Bautismo.  En lugar de invitar al demonio a entrar en uno ignorando su presencia en todos los no bautizados, la Iglesia proclama audazmente su derrocamiento (St 4,7), y se recuerda a sí misma, y a todos sus miembros, quiénes son realmente nuestros enemigos: el demonio, el mundo y, sí, incluso nuestra propia carne pecadora.  Y, la Buena Nueva de que uno muere con Cristo, y resucita a una nueva vida en Él con el Agua y la Palabra, nos reconforta en nuestras batallas con nuestros enemigos derrotados (Romanos 6:4; 16:20)."

### Metodismo
La liturgia bautismal utilizada en la Iglesia Metodista Unida contiene un exorcismo menor, cuando se pide al candidato al bautismo que rechace las 'fuerzas espirituales de la maldad y los poderes malignos de este mundo'. <ref>Stepp, Todd. «Sobre la liberación espiritual (exorcismo)». «Por supuesto, la realidad de las "fuerzas espirituales de la maldad" (para citar la liturgia bautismal metodista unida) es bastante clara en la Biblia, como demuestran los numerosos relatos de exorcismo. En la Iglesia antigua, como Pablo equipara la adoración de ídolos con la "comunión con demonios" en 1 Cor. 10, se realizaba un exorcismo a todos los conversos como parte del ritual bautismal (ya que todos se estaban convirtiendo del paganismo). Este exorcismo en realidad todavía existe en nuestra propia liturgia bautismal Metodista Unida, como ya he señalado, cuando al candidato para el bautismo se le pide que rechace las "fuerzas espirituales de la maldad y los poderes malignos de este mundo".» 